# Космос-60
Космос-60 — радянська автоматична міжпланетна станція типу «Е-6», сер. № 9, призначена для посадки на поверхню Місяця. Через несправність 4-го ступеня ракети-носія, блок «Л», (імовірно через відмову системи живлення блоку управління) станція залишилася на орбіті Землі і отримала позначення Космос-60. Після 5 днів перебування на орбіті апарат увійшов в щільні шари атмосфери.

## Наукові інструменти
На борту апарата був розміщений 16-канальний сцинтилятор NaI (Tl) розміром 40 x 40 мм, оточений антизбіжним захистом. Робочий діапазон інструменту — 0.5-2 МеВ. Потік фонового випромінювання, виміряний сцинтилятором на Космосі-60 склав 1.7 фот/кв.см/сек, що було сумісно з вимірами на апараті Ranger-3. Спектр подій, зареєстрований цим інструментом, мав особливості в області 1 МеВ, які могли бути викликані взаємодією з детектором протонів космічних променів, а також частками, що виникли при непружних взаємодіях протонів космічних променів з речовиною супутника.